# Милдштет
Милдштет (њем. Mildstedt) општина је у њемачкој савезној држави Шлезвиг-Холштајн. Једно је од 132 општинска средишта округа Нордфризланд. Према процјени из 2010. у општини је живјело 3.797 становника. Посједује регионалну шифру (AGS) 1054084.

## Географски и демографски подаци
Милдштет се налази у савезној држави Шлезвиг-Холштајн у округу Нордфризланд. Општина се налази на надморској висини од 9 метара. Површина општине износи 8,7 km². У самом мјесту је, према процјени из 2010. године, живјело 3.797 становника. Просјечна густина становништва износи 436 становника/km².